# Plectobela zanclotoma
Espèce
Plectobela zanclotoma est une espèce de lépidoptères (papillons) de la famille des Erebidae et de la sous-famille des Anobinae.
On la trouve en Australie.

## Galerie

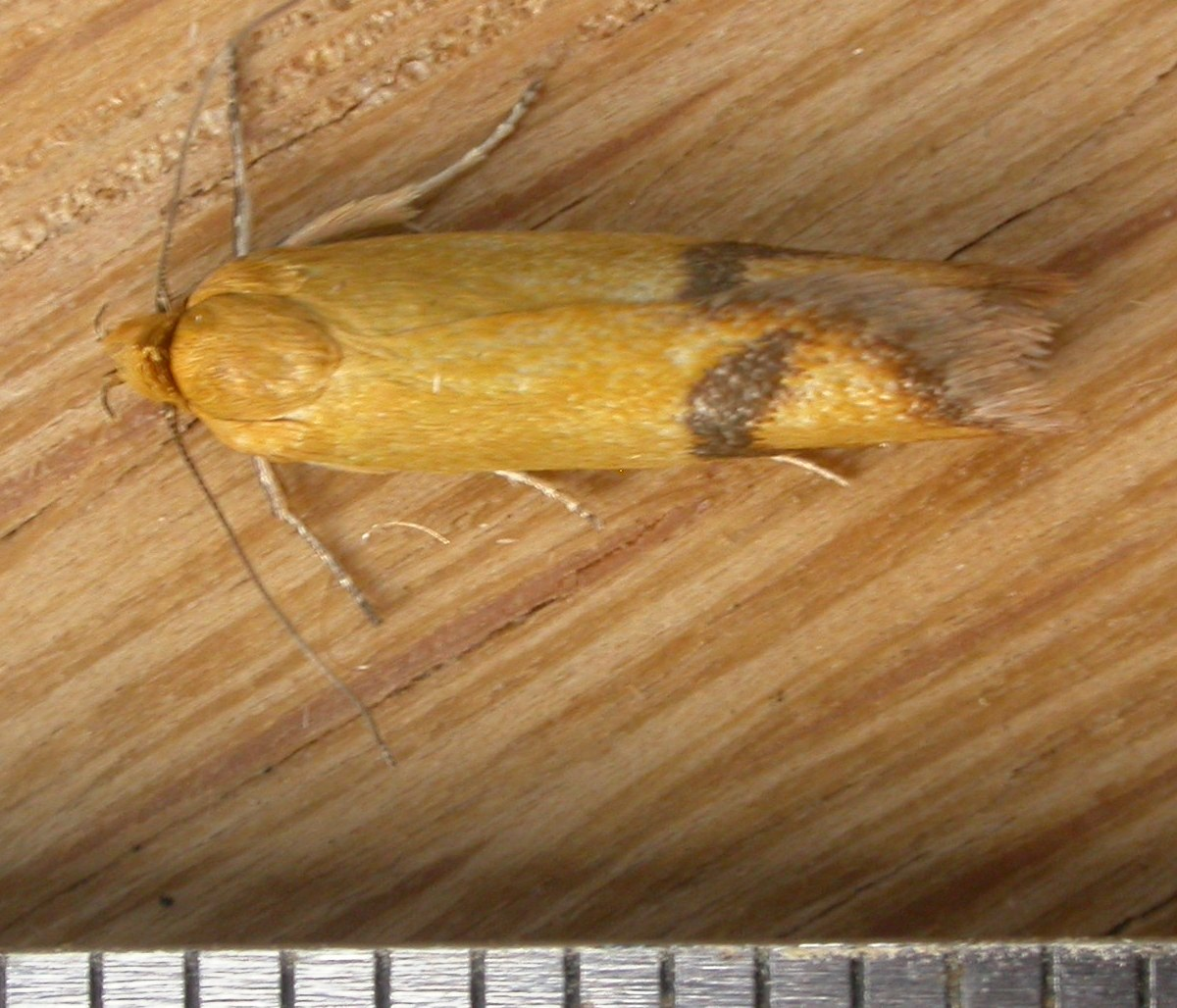